# Schuhplattler

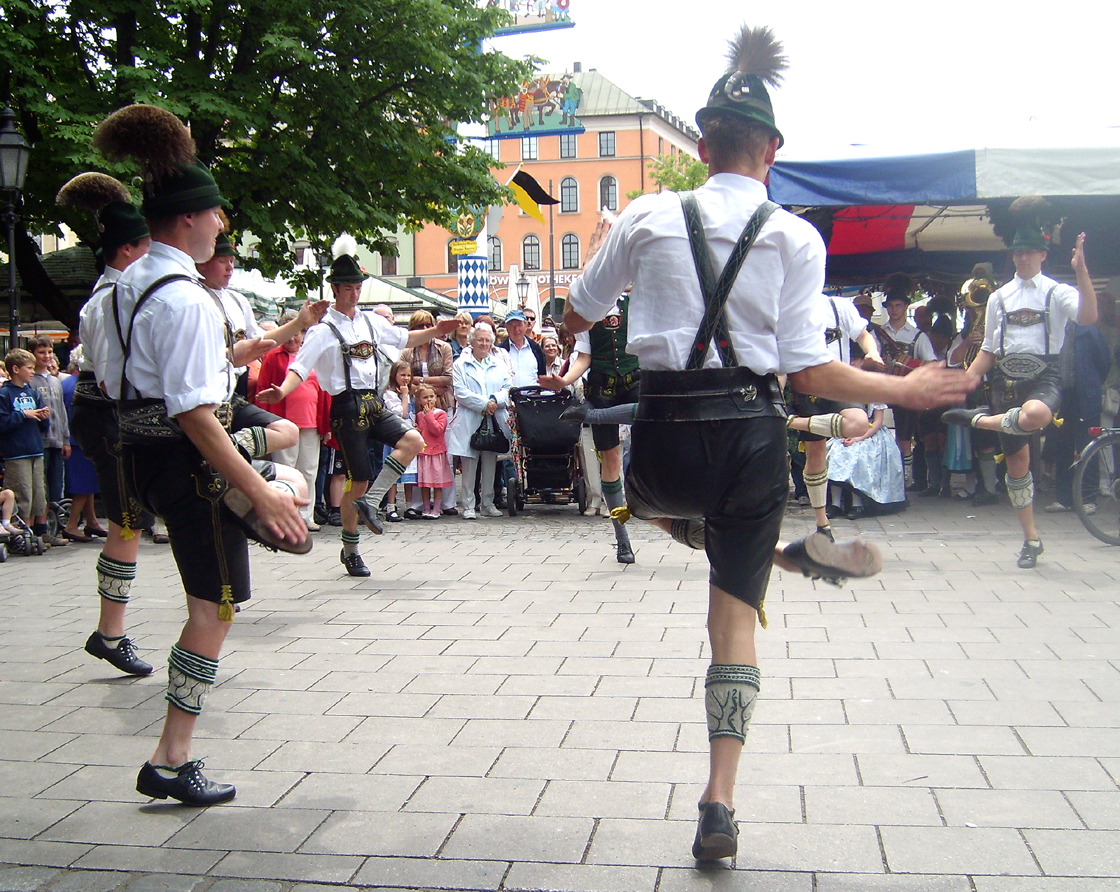
Schuhplattler en Múnich

El Schuhplattler es un estilo tradicional de baile popular en la región de los Alpes orientales de Baviera y del Tirol (sur de Alemania, Austria y regiones germanoparlantes del norte de Italia). La danza, caracterizada por los golpes característicos de las manos en los muslos y los zapatos, se ha desarrollado a partir del estilo de Ländler.

## Etimología
La palabra alemana Schuhplattler consta de dos partes: Schuh - zapato y platteln (obsoleto como verbo independiente) - golpear con la mano plana.
En alemán, la palabra Schuhplattler se refiere no sólo a la danza sino también a los hombres que la ejecutan.
- Datos: Q254866
- Multimedia: Schuhplattler / Q254866